# Gonzalo Fernández de Córdoba
Gonzalo Fernández de Córdoba, španski general, * 1. september 1453, † 2. december 1515.